# Urstromtal
Urstromtäler nennt man breite Talniederungen in Mitteleuropa, die in den Eiszeiten beziehungsweise in den einzelnen Stadien einer Eiszeit am Rande des skandinavischen Inlandeises oder der alpinen Vergletscherung gebildet wurden und durch das mehr oder weniger eisrandparallele Abfließen der Schmelzwasser entstanden sind. Sie zählen zur Glazialen Serie.

## Entstehung und Aufbau

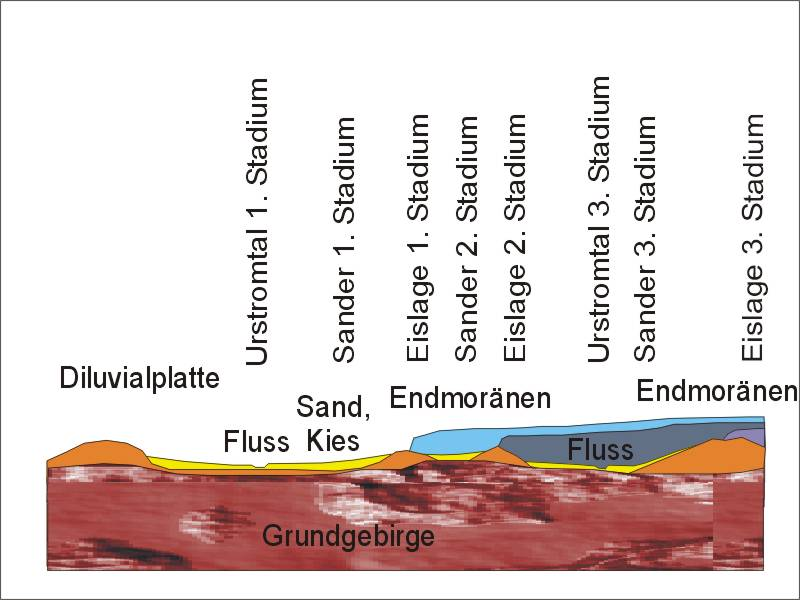
Schnitt durch ein Urstromtal

Wichtig bei der Entstehung der Urstromtäler ist die allgemeine von Süden nach Norden gerichtete Abwärtsneigung der Landschaft im norddeutschen Tiefland und in Polen. Das von Skandinavien kommende Inlandeis stieß gegen ein ansteigendes Gelände vor. Die Schmelzwässer konnten nur eine kurze Strecke auf den Sandern nach Süden fließen und suchten sich dann einen Weg parallel zum Eisrand in Richtung Nordseebecken. Das Gebiet der Nordsee war damals aufgrund des deutlich niedrigeren Meeresspiegels trockenes Gelände.
Als Bestandteil der glazialen Serie verzahnen sich Urstromtäler an ihrem nördlichen Rand über weite Strecken mit Sanderflächen, über die dem Urstromtal Schmelzwasser zugeführt wurde. Urstromtäler sind relativ einheitlich aus Sanden und Kiesen aufgebaut, die Korngröße kann aber stark schwanken. Vor allem in den oberen Abschnitten der Urstromtalsedimente dominieren feinere Sande. Die Mächtigkeit der Urstromtalsedimente schwankt ebenfalls stark, liegt aber meistens weit über zehn Meter.
Urstromtäler besitzen eine ausgedehnte, tischebene Talsohle, die zwischen 1½ km und 20 km breit ist. Die Talhänge hingegen sind nur wenige bis wenige dutzend Meter hoch. Die Sohle und die Ränder eines Urstromtales können durch jüngere Prozesse, insbesondere durch das Austauen von Toteisblöcken oder das Aufwehen von Dünen stark verändert werden. In der Nacheiszeit sind viele Urstromtäler aufgrund ihrer tiefen Lage und des damit verbundenen hohen Grundwasserstandes vermoort.

## Urstromtäler in Mitteleuropa

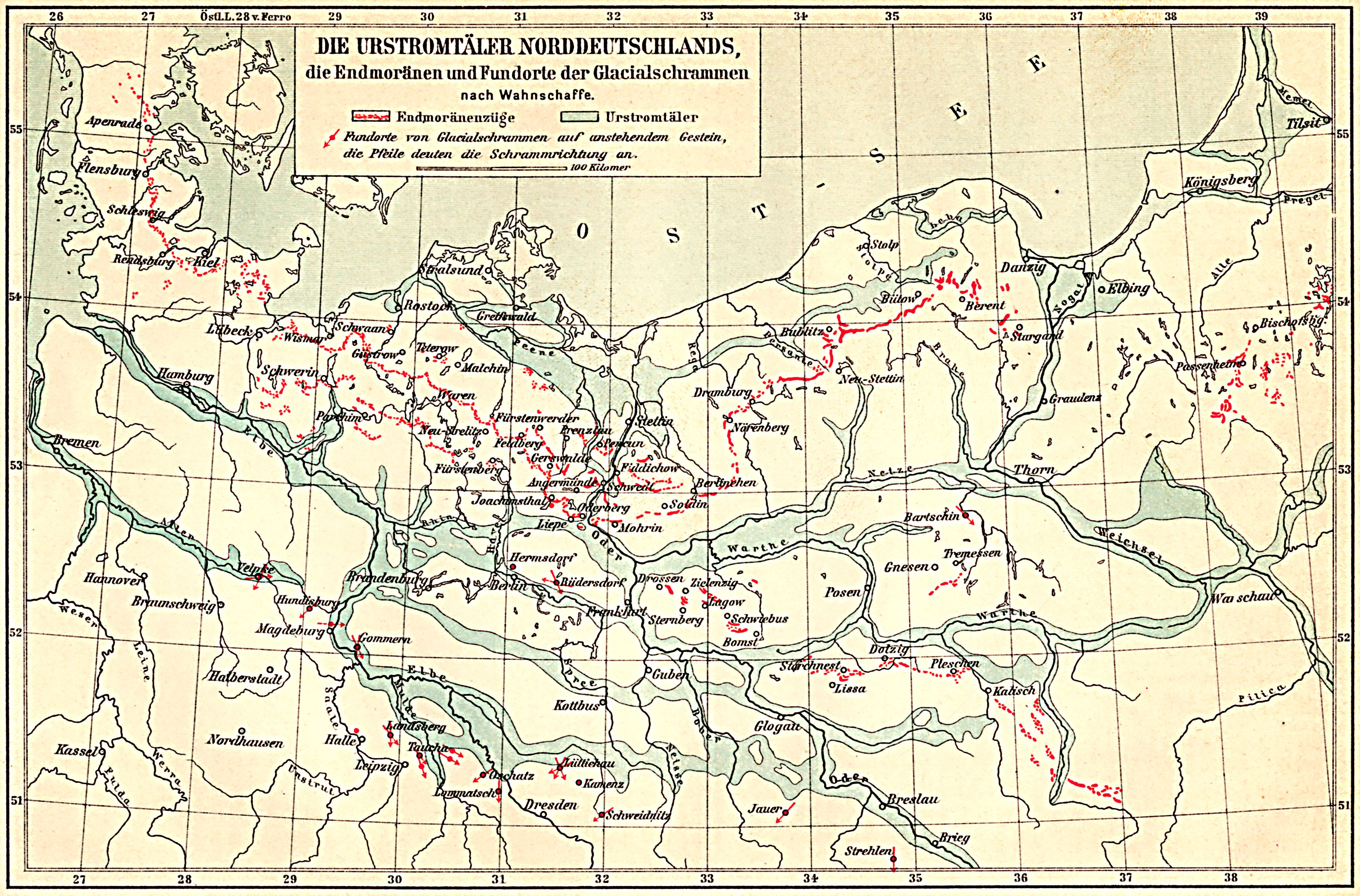
Saale- und Weichselzeitliche Urstromtäler Mitteleuropas

In Mitteleuropa finden sich mehrere Urstromtäler aus verschiedenen Perioden:
- Breslau-Magdeburg-Bremer Urstromtal: verläuft durch das südliche Polen und Deutschland, entstand in der Saaleeiszeit
- Glogau-Baruther Urstromtal: verläuft nördlich des Breslau-Magdeburg-Bremer Urstromtals durch das südliche Polen und Deutschland, entstand in der Weichseleiszeit
- Warschau-Berliner Urstromtal: verläuft durch das zentrale Polen und Deutschland, entstand in der Weichseleiszeit
- Thorn-Eberswalder Urstromtal: verläuft durch das nördliche Polen und Deutschland; entstand in der Weichseleiszeit
- Als Elbe-Urstromtal wird das Elbtal ab der Höhe von Genthin bis zur Elbmündung bei Cuxhaven bezeichnet. Die Schmelzwässer der drei vorgenannten weichselzeitlichen Urstromtäler flossen nacheinander durch dieses Tal in Richtung Nordseebecken.
- Mecklenburgisch-Vorpommersches Grenztal: verläuft nördlich des Thorn-Eberswalder Urstromtales durch das nördliche Polen und die Täler von Unterer Peene, Trebel und Recknitz bis nach Ribnitz-Damgarten[2]
- Umstritten ist die Bezeichnung Rheinurstromtal für das Rheintal von Düsseldorf bis zur Mündung in die Nordsee. Der Rhein diente zwar als Abfluss der Schmelzwässer während der Saaleeiszeit. Die Anlage des Tales ist deutlich älter und durch junge Tektonik entstanden.
- In alpinen Vereisungsgebieten wurden die Schotter-Terrassen im Urstromtal der Donau im Laufe von Jahrhunderten bei extremen Hochwasser-Ereignissen durch Verlagerungen des Flussbettes vielfältig umgestaltet.[3] Ihre großen Zuflüsse aus den Alpen verlaufen in weiten Teilen noch in deren Urstromtälern und bilden die typischen Terrassen.

Teilabschnitte der Haupttäler haben zum Teil eigene Namen erhalten. Das Lausitzer Urstromtal und das Aller-Urstromtal sind Abschnitte des Breslau-Magdeburg-Bremer Urstromtales. Baruther, Berliner und Eberswalder Urstromtal sind geläufige Kurzbezeichnungen für die betreffenden Urstromtalabschnitte in Brandenburg. Zusätzlich zu den großen Haupttälern existieren zahlreiche kleinere Urstromtalungen. Ihr Erscheinungsbild gleicht zunächst den großen Urstromtälern. Sie sind aber wesentlich kürzer und es fehlt der Bezug zu einem Sander und einer Endmoräne.

## Besonderheiten bei Urstromtälern
Urstromtäler dürfen nicht mit den glazialen Rinnen (Tunneltal) verwechselt werden. Letztere entstanden unter und nicht vor dem Eis. Außerdem verlaufen die meisten glazialen Rinnen von Nord nach Süd. Die Hauptrichtung der Urstromtäler ist von Ost nach West gerichtet. Urstromtäler werden nur abschnittsweise von Flüssen durchflossen, da die meisten auf kürzerem Wege das Meer erreichen können, wie im Falle von Oder und Weichsel. Die linienhaften Senken der Urstromtäler zwischen den Flüssen wurden wegen ihres geringen Gefälles für den Kanalbau genutzt, so zum Beispiel für den Elbe-Havel-Kanal oder den Oder-Havel-Kanal.
Da die Abdachung der Landschaft in Nordamerika und auf der Russischen Tafel nach Süden gerichtet ist, kam es dort während des Eiszeitalters nicht zur Ausbildung von Urstromtälern. Der Mississippi River und seine Nebenflüsse haben die Schmelzwässer des nordamerikanischen Inlandeises abgeführt. In Osteuropa flossen die Schmelzwässer über die Flussgebiete von Dnepr, Don und Wolga ab.
Urstromtäler, ob sandig oder vermoort, stellten im Mittelalter erhebliche Verkehrshindernisse dar. Daher bündelten sich die Handelswege an Engstellen, an denen man das Tal vergleichsweise gut überqueren konnte. Die Engstellen waren ein bevorzugter Ort für Stadtgründungen und Burganlagen. Beispiele in Brandenburg sind Berlin, Fürstenwalde, Luckenwalde und Baruth/Mark sowie in Niedersachsen Vorsfelde und das Schloss Wolfsburg.